# محمد لوليشكي
محمد لوليشكي (وُلد عام 1952 في فاس) دبلوماسي مغربي. كان ممثل المغرب الدائم لدى الأمم المتحدة في نيويورك في الفترة ما بين تشرين الثاني/ نوفمبر 2008 و14 نيسان/ أبريل 2014.
وكان أيضا الممثل الدائم للمغرب لدى الأمم المتحدة في جنيف وسفيراً للمغرب في البوسنة والهرسك، كرواتيا، المجر.